# ديلان ديكس
ديلان ديكس (بالإنجليزية: Dylan Dykes)‏ هو لاعب كرة قدم بريطاني في مركز الوسط، ولد في 14 مارس 1996 في Crookston, Glasgow ‏ في المملكة المتحدة. لعب مع نادي سترنرير ‏.

## وصلات خارجية
- ديلان ديكس على موقع الاتحاد الإسكتلندي (الإنجليزية)
- ديلان ديكس على موقع قاعدة بيانات كرة القدم.إي يو (الإنجليزية)
- ديلان ديكس على موقع Soccerbase.com (لاعب) (الإنجليزية)
- ديلان ديكس على موقع Soccerway.com (الإنجليزية)